# Lithobius fagei
Lithobius fagei är en mångfotingart som beskrevs av Demange 1961. Lithobius fagei ingår i släktet Lithobius och familjen stenkrypare. Inga underarter finns listade i Catalogue of Life.